# Elena Cecchini
Elena Cecchini   (Udine, 25 de maig de 1992) és una ciclista italiana, professional des del 2011 i actualment a l'equip Team SD Worx-Protime. Ha guanyat una medalla de plata al Campionat del Món de contrarellotge per equips i tres cops el Campionat nacional en ruta i dos el de contrarellotge. També competeix en pista. Ha participat als Jocs Olímpics d'Estiu de 2016 i de 2024

## Palmarès en carretera
- 2009
  -  Campiona d'Europa júnior en Ruta
- 2011
  - Vencedora d'una etapa a la Ronda a la Borgonya
- 2012
  - 1a al Trofeu d'Or i vencedora d'una etapa
- 2014
  -  Campiona d'Itàlia en ruta
- 2015
  -  Campiona d'Itàlia en ruta
  - Vencedora d'una etapa al Gran Premi Elsy Jacobs
- 2016
  -  Campiona d'Itàlia en ruta
  - 1a a la Volta a Turíngia
- 2018
  -  Campiona d'Itàlia en contrarellotge
  - Medalla d'or als Jocs Mediterranis
  - Vencedora d'una etapa a la Volta a Turíngia
- 2019
  -  Campiona d'Itàlia en contrarellotge
  - Vencedora d'una etapa a la Volta a Turíngia

### Resultats a les Grans Voltes

#### Giro d'Itàlia
- 2015: 24a posició
- 2016: no surt (8a etapa)
- 2017: 17a posició
- 2018: 56a posició
- 2020: 44a posició
- 2021: 56a posició
- 2022: 41a posició
- 2023: no surt (7a etapa)
- 2024: 71a posició
- 2025: Abandona a la 8a etapa

#### Tour de França
- 2023: 95a posició
- 2025: 107a posició

#### Volta a Espanya
- 2024: 56a posició
- 2025: 78a posició

## Palmarès en pista
- 2010
  -  Campiona d'Europa júnior en Puntuació
- 2013
  -  Campiona d'Itàlia en Puntuació
  -  Campiona d'Itàlia en Persecució per equips
- 2014
  -  Campiona d'Europa sub-23 en Puntuació
  -  Campiona d'Itàlia en Persecució per equips

### Resultats a laCopa del Món en pista
- 2011-2012
  - 1a a la Classificació general en Puntuació